# 津島亜由子
津島 亜由子（つしま あゆこ、1975年12月10日 - ）は、セント・フォース所属の日本のフリーアナウンサー。千葉県野田市出身。

## 来歴
専門学校東京アナウンス学院在学時、TBSのアナウンスセミナーに参加したことをきっかけに、1998年4月に放送開始したJNNニュースバードの初代キャスターの1人としてデビュー。
1999年からテレビ朝日『やじうまワイド』の司会を、2003年4月から2004年9月までBSフジ『競馬大王』の司会を務めるなど、報道・情報・バラエティ・スポーツ系などさまざまなジャンルの番組に積極的に出演してきた。
2008年11月4日、自身のブログにて2歳年上の男性（職業は非公開）と結婚したことを公表。
2009年6月28日、夫のドイツ・フランクフルトへの転勤に同行するため、TBS『サンデーモーニング』を卒業することを発表した。BS朝日ほかで放送の『賢者の選択』については同年8月収録分をもって終了し（BS朝日での2009年10月10日放送分まで）、全てのレギュラー番組を降板。夫の転勤に同行しフランクフルト、ドバイ、ロンドンへ住居を移し、2010年8月に帰国したが、2011年9月に再び英国へ渡り、再びロンドンに在住。こうした事情により、BS朝日『メディカル・プロジェクト』にはロンドンから日本へ通う形で収録に臨んだ（録画収録、放送は隔週）。NHK BS1『挑戦者たち』、NHK BSプレミアム『関口知宏のヨーロッパ鉄道の旅』などはロンドンのスタジオで収録している。
2015年12月、ロンドンにて第一子出産。
帰国後、2019年から活動を再開している。

## 人物
マラソンを趣味としており、過去にホノルルマラソンやバリマラソンに参加。また、アールビーズのマラソン・ジョギング専門誌『ランナーズ』の表紙を2度飾ったことがある。他にスキー、ゴルフ。野球は広島出身の父親の影響で、広島東洋カープのファンでありカープ女子である。
きょうだいは、兄が1人いる。

## 出演

### テレビ番組
報道・情報番組
| 期間         | 期間         | 番組名                             | 役職                           |
| ------------ | ------------ | ---------------------------------- | ------------------------------ |
| 出演時期不明 | 出演時期不明 | JNNニュースバード放送番組          | キャスター                     |
| 1999年4月    | 1999年9月    | やじうまワイド（テレビ朝日）       | 月～水曜日および土曜版総合司会 |
| 1999年10月   | 2001年3月    | やじうまワイド（テレビ朝日）       | 水～土曜日総合司会             |
| 2001年4月    | 2002年6月    | やじうまワイド（テレビ朝日）       | 木～土曜日総合司会             |
| 放送期間不明 | 放送期間不明 | IR BIZ（BS朝日）                   | キャスター                     |
| 2002年7月    | 2003年1月    | テレバイダー（東京MXテレビ）       | アンカーウーマン               |
| 2004年4月    | 2005年10月   | 鈴木タイムラー（テレビ朝日）       | アンカーウーマン               |
| 2004年10月   | 2009年6月    | サンデーモーニング（TBS）          | サブキャスター                 |
| 2004年10月   | 2009年10月   | 賢者の選択（BS朝日）               | レギュラー出演                 |
| 2005年10月   | 終了時期不明 | THE 鈴木タイムラー（テレビ神奈川） | アンカーウーマン               |

バラエティ・クイズ・競馬関連番組・その他
- 知ってドーするの!?（テレビ東京、1996年4月 - 1996年9月） - 松島亜由子名義で出演。
- クイズ赤恥青恥（テレビ東京、2002年10月 - 2003年3月）
- 競馬大王（BSフジ、2003年4月 - 2004年9月） - 2代目アシスタント
- キーパーソンズ 今週の主役
- 直撃！トップの決断（BSジャパン） - アシスタント
- 世界の競馬（NHK BS1、2005年） - 司会
- A1 NEWS STAGE（グリーンチャンネル、2006年1月 - 2009年6月28日） - キャスター
- クイズ日本の顔（NHK総合テレビ、2006年4月 - 2007年3月13日）
- イグザンプラードラマ（テレビ神奈川、2006年10月 - 2007年3月） - 大比類巻さゆり 役
- ファーストクラス（テレビ神奈川、2007年4月 - 2007年9月）
- メディカル・プロジェクト（BS朝日、2011年10月 - 2012年3月） - ナビゲーター
- 関口知宏のヨーロッパ鉄道の旅（NHK BSプレミアム） - 語り
  - オランダ編（2015年8月29日）
  - イタリア編（2016年5月21日・6月11日・7月23日）
  - 日めくり版イタリア編（2016年7月25日 - 9月2日）
  - 日めくり版イギリス編（2017年2月27日 - 3月24日）
- 挑戦者たち（NHK BS1、2016年 - ） - 語り
- 草野仁のGate J.+（グリーンチャンネル、2019年1月 - ） - アシスタント
- カープ道 教えて!!カープ女子の皆さん、今シーズンの楽しみ方（広島ホームテレビ、2019年2月20日・27日）
- #サタオル（イッツコム・チャンネル、2019年7月6日 - 2021年3月27日） - MC

### ラジオ番組
- 山本圭壱の道楽野球〜いつでもフルスイング〜（TBSラジオ、2005年4月 - 2005年9月）
- 村上龍 RYU'S BUTTERFLY（TOKYO FM）
- 村上龍 RYU'S RAIN FOREST（TOKYO FM）

### ネット配信番組
- CTVNウーマン（ザ・カラーテレビジョン・ネットワーク）

### 機内放送
- JALスカイスクエア（日本航空） - ナビゲーター

## 書籍
- 津島亜由子フォトブック「深呼吸」（ワニブックス、2004年8月26日、ISBN 4-8470-2819-8）